# Хивинская переводческая школа
Хивинская переводческая школа (узб. Xiva tarjima maktabi) – школа переводов, возникшая в Хивинском ханстве и существовавшая с начала XVI века до начала XX века. За этот период множество знаменитых книг персидской и арабской художественной и исторической литературы было переведено на узбекский язык.

## История
В 1556 году, в правление наместника Ургенча Али Султана (?-1565) историк Салыр-Баба перевел по его указанию с персидского языка «Джами ат-таварих» Рашид ад-Дина. Благодаря этому образованный слой местного тюркоязычного населения получил возможность ознакомиться с первой всемирной историей. И в дальнейшем знатоки обоих языков при дворце Хивинских ханов занимались переводами.
Главным событием в данном направлении стал перевод персидской летописи «Равзат ас-сафа» Мирхонда на узбекский язык. Перевод был начат Мунисом Хорезми (1778-1829), но он успел доработать лишь первый том. Остальные части книги были переведены его племянником Мухаммад Риза Агахи (1809-1847).
Один из знаменитых представителей хивинской интеллигенции Худайберды ибн Кошмухаммад в 1823-1826 гг. по поручению Муниса создал краткий перевод «Зафарнамэ» Али Язди.
Знаменитые «Уложения Тимура» дважды переводились по поручению хивинских ханов. Первый перевод был осуществлен в 1856-1867 гг. Мухаммад Юсуфом ар-Раджи, второй перевод – в 1858 году Пахлаван Нияз диваном.
Самым крупным представителем Хивинской переводческой школы является Агахи. Всего он переложил на узбекский язык 19 книг, в частности, осуществил полный перевод «Зафарнамэ» Шараф ад-Дина Али Язди и «Бадаиъ ал-вакаиъ» Зайн ад-Дина Васифи. Его перу принадлежат переводы других исторических книг – «Тарих-и джаханкуша-и Надири», «Табакат-и Акбаршахи», «Тазкира-и Мукимхани», «Равзат ас-сафа-и Насири».
Кроме летописей, он переводил произведения художественного, философского, дидактического направлений. К числу таковых принадлежат переводы «Кабуснамэ» Кейкавуса, «Гулистан»а Саади Ширази, «Хафт пайкар»а Хосрова Дехлеви, «Ахлак-и Мухсини» Хусейна Ваиз Кашифи, «Юсуфа и Зулейха» Джами и др. Сохранились малоизвестные переводы – узбекские переложения «Мифтах ат-талибин», «Шах ва гада» «Зубдат ал-хикаят», «Шарх-и далайил ал-хайрат».
Крупные переводы осуществил Мухаммад Юсуф ибн Бабаджанбек Баяни (1858-1923). Это – «Китаб ар-русул ва-л-мулук ва-л-хулафа» Абу Джаъфар Мухаммада ибн Джарир ат-Табари, «Сахайиф ал-акбар» Дарвиш Ахмада и «Шейбанинамэ» Камалуддина Бинаи.